# 2,4-Dibromphenol
2,4-Dibromphenol ist eine chemische Verbindung, die sowohl zu den Phenolen als auch zu den Halogenaromaten zählt.

## Darstellung
2,4-Dibromphenol kann durch Bromierung von 3-Trimethylsilylphenol mit stöchiometrischen Mengen von elementarem Brom und anschließender Hydrolyse hergestellt werden. Bei Verwendung von überschüssigem Brom entsteht 2,3,4,6-Tetrabromphenol.

## Eigenschaften
Der Flammpunkt von 2,4-Dibromphenol liegt bei 113 °C.

## Derivate
Der Methylether kann durch Methylierung mit Dimethylsulfat hergestellt werden und ist auch unter dem Trivialnamen 2,4-Dibromanisol bekannt. Sein Schmelzpunkt liegt bei 61,5 °C, sein Siedepunkt bei 272 °C.
Veresterung mit Essigsäureanhydrid liefert das Acetat, das bei 36 °C schmilzt.
Weitere Bromierung von 2,4-Dibromphenol mit Brom in Kaliumbromid-Lösung liefert 2,4,6-Tribromphenol, das seinerseits mit Brom zum 2,4,4,6-Tetrabrom-2,5-cyclohexadienon weiterreagiert. Diese Reaktion kann durch Iodwasserstoff umgekehrt werden.